# Blacus exocentri
Blacus exocentri är en stekelart som beskrevs av Giraud 1877. Blacus exocentri ingår i släktet Blacus och familjen bracksteklar. Inga underarter finns listade.